# Ekaterini Nikolaídu
Ekaterini Nikolaídu –en griego, Αικατερίνη Νικολαΐδου– (Katerini, 22 de octubre de 1992) es una deportista griega que compitió en remo.
Ganó tres medallas de plata en el Campeonato Mundial de Remo entre los años 2013 y 2015, y dos medallas de oro en el Campeonato Europeo de Remo, en los años 2013 y 2014.
Participó en los Juegos Olímpicos de Río de Janeiro 2016, ocupando el cuarto lugar en la prueba de doble scull.

## Palmarés internacional
| Campeonato Mundial | Campeonato Mundial       | Campeonato Mundial | Campeonato Mundial      |
| Año                | Lugar                    | Medalla            | Prueba                  |
| ------------------ | ------------------------ | ------------------ | ----------------------- |
| 2013               | Chungju (Corea del Sur)  | Medalla de plata   | Scull individual ligero |
| 2014               | Ámsterdam (Países Bajos) | Medalla de plata   | Scull individual ligero |
| 2015               | Aiguebelette (Francia)   | Medalla de plata   | Doble scull             |
| Campeonato Europeo |                          |                    |                         |
| Año                | Lugar                    | Medalla            | Prueba                  |
| 2013               | Sevilla (España)         | Medalla de oro     | Scull individual ligero |
| 2014               | Belgrado (Serbia)        | Medalla de oro     | Scull individual ligero |